# 三回蹄盖蕨
三回蹄盖蕨（学名：Athyrium tripinnatum）为岩蕨科蹄盖蕨属的植物。分布于台湾岛等地，生长于海拔2,000米的地区，目前尚未由人工引种栽培。